# (8355) Masuo
(8355) Masuo est un astéroïde de la ceinture principale aréocroiseur.

## Description
(8355) Masuo est un astéroïde aréocroiseur. Il présente une orbite caractérisée par un demi-grand axe de 2,34 UA, une excentricité de 0,29 et une inclinaison de 7,7° par rapport à l'écliptique.

## Compléments